# Mammut (Gardaland)
Mammut is een mijntreinachtbaan in het Italiaanse attractiepark Gardaland. De achtbaan is gebouwd door de Nederlandse achtbaanfabrikant Vekoma. De baan rijdt met maximaal 3 achtbaantreinen, waarbij elke trein 6 karretjes heeft met ieder plek voor 6 personen. Het eerste is echter een locomotief waarin slechts 2 zitplaatsen beschikbaar zijn, waardoor het totaal aantal passagiers neerkomt op 32 personen per trein.
De baan is ruim 1 kilometer lang en heeft een maximum hoogte van 14 meter en een maximumsnelheid van 50 km/h.